# Вихинг
Вихинг (нем. Wiching, словац. Viching лат. Bichingus, Vuichingus, Wihingus, Wihhingus, Wihcingus, Viching, Uuichinus, Vigling; умер между 900 и 912 гг.):279 — первый епископ Нитры (в современной Словакии).

## Биография
Вихинг служил между 880 и 891 годами:21-22. Вихинг изначально был бенедиктинским монахом из Швабии. После 874 года он служил Святополку І. С 874 по 879 год он работал с Иоанном Венецианским, лидером латинской миссии в Моравии. В конце 879 года он был назначен епископом Великой Моравии после святого Мефодия, а в 880 году посетил папу в Риме, который сделал его епископом Нитры. Он был известен тем, что обвинял святых Кирилла и Мефодия в ереси за совершение Божественной литургии на старославянском вместо стандартной латыни, :179-180.
Вихинг был советником Святополка I и единственным известным суффраганом архиепископа Мефодия^:365. Вихинг был известен своим спором со святым Мефодием. Он остался в Риме и отправил князю Святополку поддельное письмо якобы от папы, в результате чего Святополк низложил Мефодия:107. В 881 году Мефодий узнал от папы о подлоге и обратился к нему, в результате чего Вихинг был низложен с епископской кафедры Нитры и отправлен к вислянам, недавно присоединённым к Моравии и обращённым в христианство при завоевании:550, 711–714.
В 885 году, незадолго до смерти Мефодия, Вихинг покинул Польшу и с согласия Святополка отправился в Рим, где повторно ложно обвинил Мефодия перед Стефаном V, который издал буллу Quia te zelo fidei, запрещающую славянскую литургию. Летом 885 года, когда папа узнал о смерти Мефодия, он снова назначил Вихинга епископом Нитры и, кроме того, дал ему звание церковного администратора, несмотря на то, что Вихинг претендовал на должность архиепископа Моравии и папского легата. Вихинг использовал это положение, чтобы изгнать учеников Мефодия:101. В 891/892 году он покинул Святополка, чтобы служить правителю Восточно-Франкского королевства Арнульфу Каринтийскому, враждовавшего со Святополком I. Вихинг в качестве канцлера императора входил в делегацию, отправленной Святополку для переговоров о мире в 892 году.
В 896 году стал аббатом Манинзейского монастыря, а в 898 году — епископом Пассау. После смерти Арнульфа Каринтийского в 899 году и падения Великой Моравии Вихинг ушел из общественной жизни. Он умер между 900 и 912 годами, вероятно, 12 сентября.
Вихинг был сторонником Filioque, поэтому он описан в «Житии Климента» как еретик, а в «Житии Наума» как маг и приверженец ереси Македония І и Аполлинария Лаодикийского.